# Симент (Оклахома)
Симент (енгл. Cement) град је у америчкој савезној држави Оклахома.

## Демографија
По попису из 2010. године број становника је 501, што је 29 (-5,5%) становника мање него 2000. године.
| Група             | 2000.       | 2010.       |
| Белци             | 458 (86,4%) | 429 (85,6%) |
| Афроамериканци    | 14 (2,6%)   | 12 (2,4%)   |
| Азијати           | 1 (0,2%)    | 0 (0,0%)    |
| Хиспаноамериканци | 10 (1,9%)   | 15 (3,0%)   |
| Укупно            | 530         | 501         |